# تحليل الدم

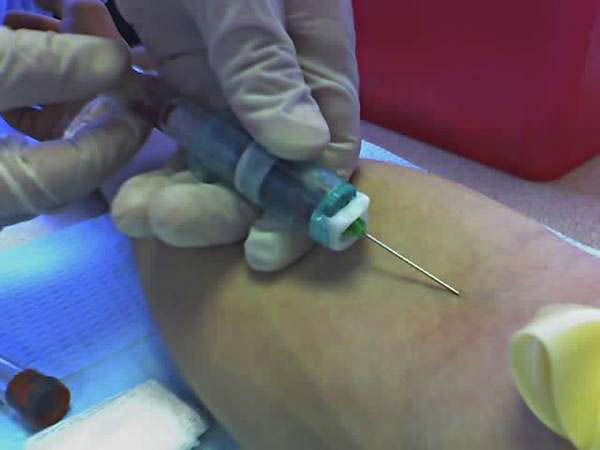

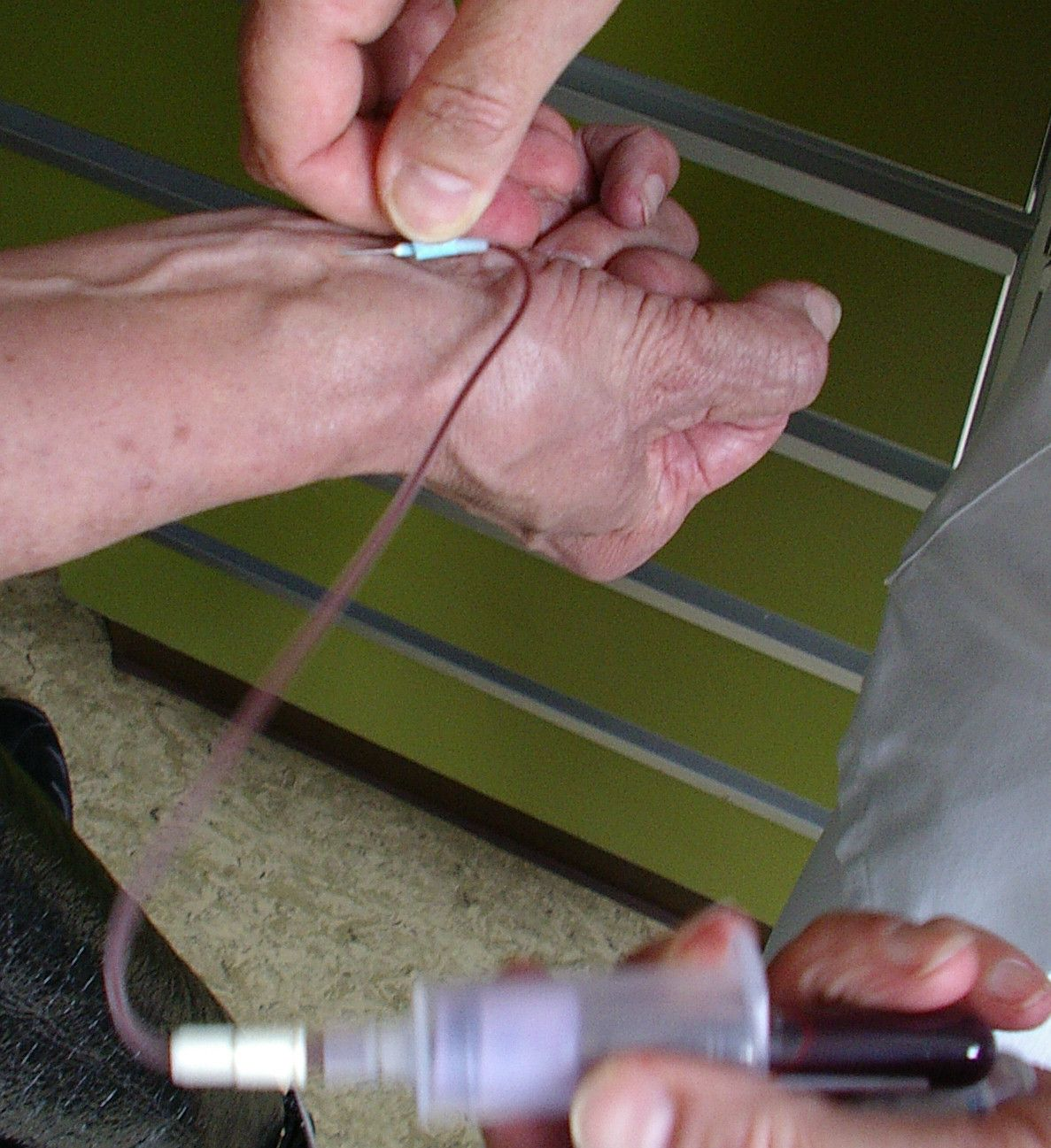
أخذ عينة الدم

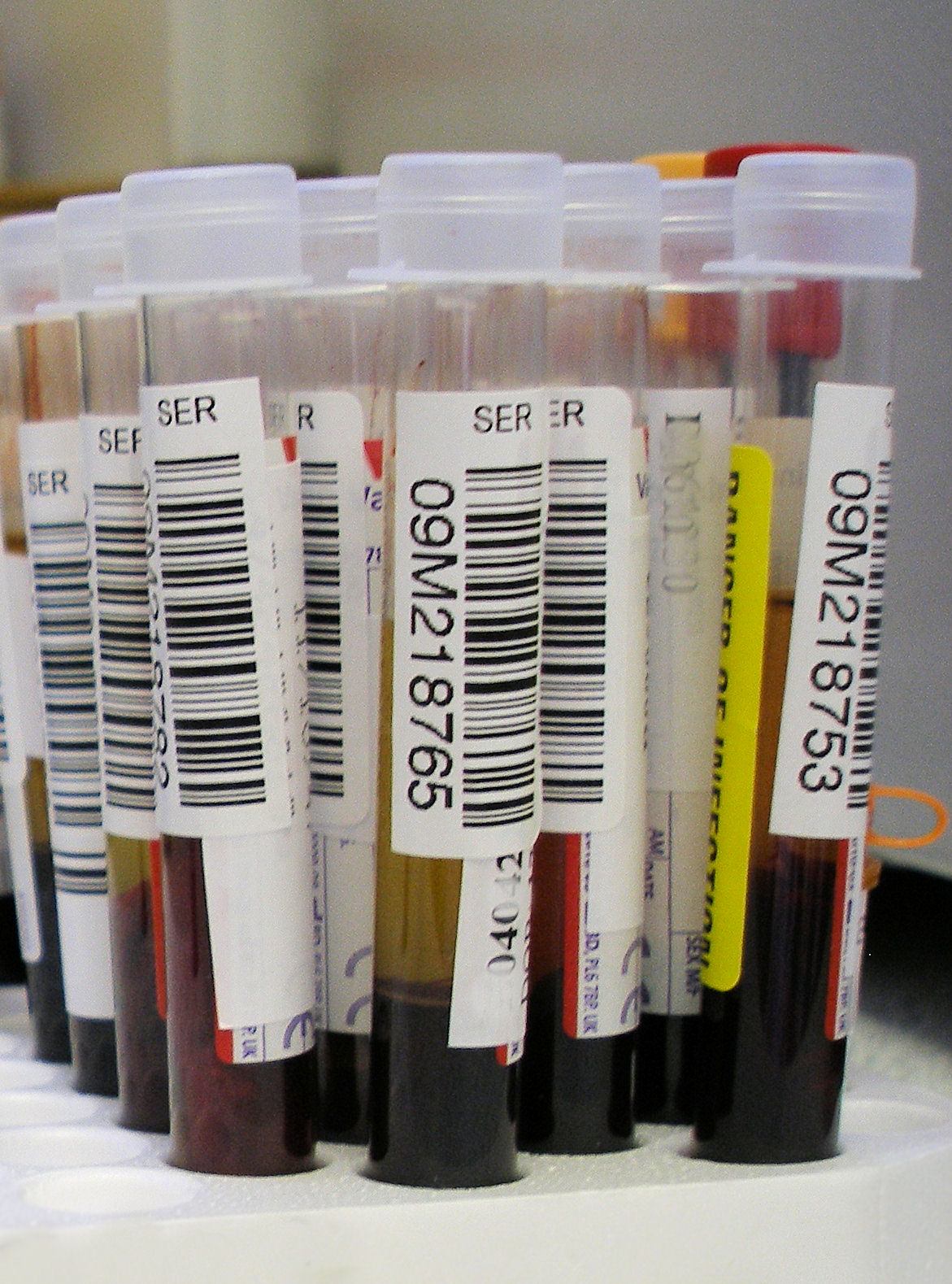
عينات دم

تحليل الدم هو عملية يتم فيها إجراء تحليل معملي على عينة من الدم ويتم أخذها عادةً من وريد في الذراع باستخدام حقنة أو عن طريق وخز الإصبع بإبرة.
وتستخدم تحاليل الدم لتحديد الحالة الفسيولوجية والبيوكيميائية للمريض، مثل اكتشاف الإصابة بأي مرض والمحتوى المعدني في الجسم وفعالية الأدوية والأداء الوظيفي للأعضاء. بل وتستخدم أيضًا في اختبار الكشف عن المخدرات. وعلى الرغم من استخدام مصطلح تحليل الدم ، فإن أغلب التحاليل الروتينية التي يتم إجراؤها من هذا النوع (ما عدا تلك الخاصة بمجال أمراض الدم) تتم على البلازما أو مصل الدم، بدلاً من خلايا الدم.

## سحب الدم
يكون السحب الوريدي مفيدًا لأنه من الوسائل غير الباضعة للحصول على الخلايا والسائل خارج الخلايا (البلازما) من الجسم تمهيدًا لتحليلها. وبما أن الدم يتدفق عبر الجسم كله - ليكون بذلك بمثابة الوسيط المسئول عن توفير الأكسجين والعناصر الغذائية للجسم ودفع فضلاته إلى الجهاز الإخراجي للتخلص منها، فإن درجة تدفق الدم تتأثر بالعديد من الأمراض، بل وتؤثر فيها أيضًا. ولهذه الأسباب جميعها، تعد تحاليل الدم من أكثر الفحوص الطبية التي يتم إجراؤها للمرضى.
ويكون فني سحب الدم وفني المعامل والممرضة هم المسئولون عن سحب عينة الدم من المريض. ومع ذلك، فإنه في حالات الطوارئ وفي حالات خاصة، يقوم المسعف والطبيب بسحب الدم. علاوةً على ذلك، يتم تدريب أخصائي العلاج التنفسي لسحب الدم الشرياني لتحليل غازات الدم الشرياني.

## أنواع تحاليل الدم

### التحليل البيوكيميائي
يقيس تحليل الأيض الأساسي نسبة كل من الصوديوم والبوتاسيوم والكلوريد والبيكربونات ونيتروجين اليوريا في الدم (المعروف بالاختصار BUN) والماغنسيوم والكرياتينين والجلوكوز. كما يشمل هذا التحليل أحيانًا قياس نسبة الكالسيوم.
هذا وتتطلب بعض تحاليل الدم الصوم (أو الامتناع عن الأكل) قبل سحب عينة الدم بفترة تتراوح بين 8 و12 ساعة. ومن أمثلة هذه التحاليل تلك التحاليل التي تقيس نسبة الجلوكوز أو الكوليسترول في الدم، أو تلك التي تستخدم لتحديد وجود أي من الأمراض المنقولة بالاتصال الجنسي من عدمه. [بحاجة لمصدر]
وبالنسبة لغالبية تحاليل الدم، فإنه عادةً ما يتم الحصول على عينة الدم من وريد المريض. ومع ذلك، تتطلب تحاليل دم أخرى متخصصة، مثل تحليل غاز الدم الشرياني سحب الدم من الشريان. هذا ويستخدم تحليل غاز الدم الشرياني في المقام الأول في رصد مستويات غاز ثاني أكسيد الكربون وغاز الأكسجين المرتبطين بوظائف الرئة، ولكنه يستخدم أيضًا في قياس درجة الحموضة في الدم ومستويات البيكربونات في ظل ظروف أيض معينة.
وفي حين أن تحليل الجلوكوز العادي يتم إجراؤه في وقت معين، فإن تحليل تحمل الجلوكوز يتضمن تكرار تحليل الجلوكوز لتحديد المعدل الذي يتم به تمثيل الجلوكوز في الجسم.

#### المعدلات الطبيعية لمكونات الدم
| التحليل              | منخفض | مرتفع | الوحدة           | التعليقات                              |
| الصوديوم (NA)        | 136   | 145   | ملليمول/لتر      |                                        |
| البوتاسيوم (K)       | 3.5   | 5.5   | ملليمول/لتر      |                                        |
| اليوريا              | 2.5   | 6.4   | ملليمول/لتر      | نيتروجين يوريا الدم                    |
| اليوريا              | 7     | 18    | ملليجرام/ديسيلتر |                                        |
| الكرياتينين - للذكور | 62    | 115   | ميكرومول/لتر     |                                        |
| الكرياتينين - للإناث | 53    | 97    | ميكرومول/لتر     |                                        |
| الكرياتينين - للذكور | 0.7   | 1.3   | ملليجرام/ديسيلتر |                                        |
| الكرياتينين - للإناث | 0.6   | 1.1   | ملليجرام/ديسيلتر |                                        |
| الجلوكوز (صائم)      | 3.9   | 5.8   | ملليمول/لتر      | انظر أيضًا تحليل الهيموجلوبين الجلوكوزي |
| الجلوكوز (صائم)      | 70    | 105   | ملليجرام/ديسيلتر |                                        |

### التحاليل المرتبطة بالبيولوجيا الجزيئية
- الفصل الكهربي للبروتين (تحليل عام - وليس تحليلاً نوعيًا)
- تحليل Western blot (تحليل عام - وليس تحليلاً نوعيًا)
- تحاليل وظائف الكبد
- تفاعل البوليميريز التسلسلي والذي يعرف اختصارًا بتحليل PCR (الحمض النووي - DNA) أصبح من الممكن إجراء تحليل DNA في هذه الأيام باستخدام كميات صغيرة جدًا من الدم: وعلى الرغم من أن هذا التحليل يستخدم كثيرًا في الطب الشرعي، فإنه أصبح الآن جزءًا من عملية تشخيص العديد من الاضطرابات.
- تحليل Northern blot (تحليل RNA).
- الأمراض المنقولة جنسيًا

### تحاليل التقييم الخلوي
- تحليل صورة الدم الكاملة
- تحليل مستوى الهيماتوكريت
- تحليل الحجم الكروي الوسطي ( MCV)
- وتحليل هيموغلوبين الكرية الوسطي ( MCH)
- تحليل سرعة الترسيب(ESR)
- تحليل التوافق والتجانس. تحديد فصيلة الدم عند إجراء عمليات نقل الدم أو زرع الأعضاء
- تحليل مزارع الدم عادةً ما يتم إجراؤه عند الاشتباه في الإصابة بعدوى أو ميكروب. فالنتائج الإيجابية لمزارع الدم ونتائج تحاليل الحساسية المرتبطة بها غالبًا ما تكون مفيدة في تحديد العلاج الطبي اللازم.

### تحاليل غازات الدم
تقاس اختبارات غازات الدم بشكل أساسي مستويات الأكسجين وثاني أكسيد الكربون ومستويات البيكربونات. تستخدم هذه النتائج لتحديد حموضة الدم وما إذا كان هناك ما يكفي من الأكسجين في الدم لأداء وظائفه بشكل طبيعي. تشير النتائج أيضًا إلى ما إذا كان لدى الشخص مستوى غير طبيعي من ثاني أكسيد الكربون في دمه (فرط ثنائي أكسيد الكربون) أو كميات منخفضة بشكل غير طبيعي من ثاني أكسيد الكربون . يمكن إجراء اختبارات غازات الدم على غازات الدم الشرياني أو غازات الدم الشعري.
| نتيجة PH     | نتيجة البيكربونات | تحليل PACO2 | الحالة         | الاسباب الشائعة |
| ------------ | ----------------- | ----------- | -------------- | --- |
| أقل من 7.35  | منخفضة            | منخفضة      | الحماض الأيضي  | الفشل الكلوي ، الصدمة ، الحماض الكيتوني السكري ، التسمم بالميثانول ، الساليسيات ، الإيثانول                           |
| أكبر من 7.45 | عالية             | عالية       | قلاء استقلابي  | قيء مزمن ، انخفاض بوتاسيوم الدم ، قصور القلب ، تليف الكبد                                                             |
| أقل من 7.35  | عالية             | عالية       | الحماض التنفسي | المخدرات وأمراض الرئة مثل الربو ومرض الانسداد الرئوي المزمن وانسداد مجرى الهواء والالتهاب الرئوي والوهن العضلي الشديد |
| أكبر من 7.45 | منخفضة            | منخفضة      | قلاء تنفسي     | فرط التنفس ، والألم ، والقلق ، وصدمات الدماغ ، والالتهاب الرئوي ، وبعض الأدوية (الساليسيلات ، الكاتيكولامينات)        |

## البدائل المستقبلية
في عام 2008، أعلن العلماء أن تحاليل اللعاب الأقل تكلفةً يمكن بالتدريج أن تحل محل بعض تحاليل الدم، ذلك لأن اللعاب يحتوي على 20% من البروتينات الموجودة في الدم.

## استنتاجات من تحليل الدم
تحليلات الدم هي عمليات فحص طبي لاغنى عنها لتشخيص الحالة الصحية للإنسان ولتشخيص الكثير من الأمراض. يمكن استنتاج معلومات عن صحة الفرد وعاداته من عدة نقاط من دمه، كالآتي:
- التغذية: من يأكل لحوما كثيرا يزداد لديه الكولسترول ولكن لا يكون لازما أن يكون مستوى الكولسترول في الدم حرجا. والمهم هو نسبة الكولسترول الحسن إلى الكولسترول السيئ. الكولسترول الحسن ينقي جدران الأوعية الدموية من المسببات التكلس ويذهب بها إلى الكبد للتخلص منها.
- العمر: في أطراف الكروموسومات المأخودة من خلايا الدم توجد تيلوميرات تحافظ عليها . تلك التيلوميرات ينقص طولها بالتقدم في العمر (تقصر بتعدد الانقسامات الخلوية). وهي بذلك وسيلة لمعرفة عمر الشخص البيولوجي.
- الفيروسات: كثير من الفحوص لا تبين وجود فيروسات في الدم مباشرة. عندئذ يتم الفحص عن مضادات الفيروسات في الدم، وهي التي يكونها نظام المناعة لمقاومة الفيروس.
- اللياقة البدنية: بتعيين تركيز لاكتات Lactate الناتجة من التمثيل الغذائي في الدم يمكن استنباط اللياقة البدنية للشخص . عداؤ الماراثون مثلا يكون معدل اللاكتات في دمهم أقل من معدله في غير الرياضيين.
- الحمل : بعد أيام قليلة من بعد تخصب البويضة يبدأ هرمون «كوريونغونادوتروبين» hCG في الظهور في الدم. وهو يظهر أيضا في البول ولكن بعد أسبوعين. إلا أنه في أحوال نادرة يمكن أن يكون ورم هو المتسبب هو في نسبة عالية من هذا الهرمون في الدم.
- الفصيلة الدموية: توجد أربعة فصائل للدم، يتبع كل فرد فصيلة منها . تلك الفصائل هي: A , B , AB, O وتميزها أنواع معينة من البروتينات التي تغطي كرات الدم الحمراء ؛ وتلك البروتينات لا توجد في فصيلة O للدم.
- الكحوليات: كثرة شرب الكحوليات يفسد الدم . ينخفض عدد كرات الدم البيضاء بسببه . كما تدمر الخمور جزء من كرات الدم الحمراء وتكبر في حجمها. وتقاس تلك التغيرات عن طريق تعيين القيمة MCV .
- الروماتيزم: تعرف المناعة الذاتية عندما يقوم جهاز المناعة بمقاومة خلايا الجسم السليمة نفسها . وفي الأشخاص الذين لديهم تلك الخاصية يوجد في دمهم ضد يسمى ANA.
- الغدة الدرقية: الأشخاص الذين يتعبون سريعا وتنخفض لديهم القدرة على التركيز قد يكونوا يعانون من فقر في وظيفة الغدة الدرقية. في تلك الحالة يظهر في الدم نسبة عالية لهرمون TSH .
- السرطان: ينتج عن ورم خلايا ميته، تسير في الدورة الدموية. ويوجد طرق لفحصها في الدم . ويمكن عن طريق معرفة تغييراتها الجينية معرفة نوع السرطان المتسبب.
- الكرب: في حالة الكرب يزداد افراز الجسم للهرمون كورتيزون ، الذي يمكن تعيينه في الدم . إلا أن قيمة الكورتيزون العالية قد تنشأ من انخفاض في نسبة السكر في الدم أو من حالة حمل.